# AZS Uniwersytet Warszawski (piłka ręczna)
AZS UW Warszawa – zespół piłki ręcznej, złożony głównie ze studentów oraz absolwentów UW. Od sezonu 1996/1997 występował w III lidze. W sezonie 2007/08 zgłoszony do rozgrywek II ligi. W sezonie 2009/10 po przejęciu miejsca od Warszawianki drużyna występowała w I lidze (grupie A) i zajęła 11. miejsce. W składzie studenckim zespół rokrocznie bierze udział w Akademickich Mistrzostwach Warszawy i Mistrzostwach Polski Szkół Wyższych
Drużyna występowała również w kilku finałowych turniejach Akademickich Mistrzostw Polski w grach zespołowych (1997-Lublin, 1998-Kraków, 2009-Kraków, 2010-Częstochowa, 2011-klub wziął udział w pucharze Polski przegranym z Tauronem Stalą Mielec przegrywając mecz tylko 1 bramką) oraz finałowych turniejach Mistrzów Lig Uczelnianych (1995-Łódź, 2000-Gdańsk, 2002-Kraków, 2003-Kielce). Z początkiem 2010 r. głównym sponsorem drużyny została firma Zepter. Zespół zmienił oficjalną nazwę na: Zepter AZS UW Warszawa.

## Informacje ogólne
| lp. | funkcja       | rola                                                  |
| --- | ------------- | ----------------------------------------------------- |
| 1.  | Nazwa         | Klub Uczelniany AZS Uniwersytet Warszawski            |
| 2.  | rok założenia | 1918                                                  |
| 3.  | barwy klubu   | biało- zielone                                        |
| 4.  | siedziba      | ul. Krakowskie Przedmieście 24, 00-325 Warszawa       |
| 5.  | hala          | Centrum Sportu i Rekreacji Uniwersytetu Warszawskiego |
| 6.  | adres         | ul. Stefana Banacha 2a, 02-097 Warszawa               |

| Lp. | Liga     | sezon | liczba     |
| --- | -------- | --- | ---------- |
| 1.  | I liga   | 2009/2010 2011/2012 2012/2013                                                                                 | 3 sezony   |
| 2.  | II Liga  | 2007/2008 2008/2009 2010/2011                                                                                 | 3 sezony   |
| 3.  | III Liga | 1996/1997 1997/1998 1998/1999 1999/2000 2000/2001 2001/2002 2002/2003 2003/2004 2004/2005 2005/2006 2006/2007 | 11 sezonów |

## Sukcesy krajowe
Liga:
- 3. miejsce w II lidze (2009)
- 1. miejsce w III lidze (1997)[2]

 Puchar Polski:
- ćwierćfinał (2003)[3]

 Mistrzostwa Polski Uniwersytetów:

 1. miejsce (2x): 1984, 1990

 2. miejsce (2x): 1982, 1988

 3. miejsce (4x): 1986, 1992, 1994, 1998

## Sukcesy międzynarodowe
1. miejsce: Turniej Studencki w Angers (1997)

  2. miejsce: Turniej Studencki w Tilburgu (1995)

## Drużyna
| Obecna Kadra | Obecna Kadra        | Obecna Kadra | Obecna Kadra | Obecna Kadra | Obecna Kadra                           | Obecna Kadra                           |
| Nr           | Imię i Nazwisko     | Nar          | Data ur.     | W AZS od:    | Poprzedni klub                         | Wychowanek                             |
| BRAMKARZE    | BRAMKARZE           | BRAMKARZE    | BRAMKARZE    | BRAMKARZE    | BRAMKARZE                              | BRAMKARZE                              |
| ------------ | ------------------- | ------------ | ------------ | ------------ | -------------------------------------- | -------------------------------------- |
|              | Grzegorz Nasiadko   | Polska       | 21.10.1977   | 2002         | Warszawianka                           | Warszawianka                           |
|              | Michał Żyłka        | Polska       | 4.4.1990     | 2009         | Azoty-Puławy                           | Azoty-Puławy                           |
| 2            | Marcin Malanowski   | Polska       | 2.6.1982     | 2009         | Kasztelan Sierpc                       | Kasztelan Sierpc                       |
| 16           | Bartosz Troński     | Polska       | 17.7.1990    | 2009         | Warszawianka                           | Wilanowia Warszawa                     |
| SKRZYDŁOWI   |                     |              |              |              |                                        |                                        |
| 3            | Przemysław Koziński | Polska       | 4.1.1981     | 2000         | Wisła Płock                            | Wisła Płock                            |
| 23           | Bartosz Zaprutko    | Polska       | 31.8.1990    | 2010         | MKS Zagłębie Lubin                     | MKS Zagłębie Lubin                     |
| 22           | Dawid Szpejna       | Polska       | 28.4.1987    | 2009         | Kasztelan Sierpc                       | Kasztelan Sierpc                       |
| 10           | Paweł Puszkarski    | Polska       | 15.8.1990    | 2009         | Padwa Zamość                           | Padwa Zamość                           |
| ROZGRYWAJĄCY |                     |              |              |              |                                        |                                        |
| 19           | Tomasz Cisowski     | Polska       | 22.7.1991    | 2010         | MKS Zagłębie Lubin                     | MKS Zagłębie Lubin                     |
| 9            | Michał Sabaciński   | Polska       | 30.5.1990    | 2009         | MKS Piotrkowianin Piotrków Trybunalski | MKS Piotrkowianin Piotrków Trybunalski |
| 13           | Łukasz Monikowski   | Polska       | 24.8.1984    | 2007         | Warszawianka                           | Warszawianka                           |
| 6            | Michał Wysocki      | Polska       | 16.5.1985    | 2004         | Trójka Ostrołęka                       | Trójka Ostrołęka                       |
| 7            | Michał Kowalski     | Polska       | 24.4.1986    | 2008         | Trójka Ostrołęka                       | Trójka Ostrołęka                       |
| 5            | Dominik Rębalski    | Polska       | 18.2.1983    | 2009         | Warszawianka                           | Targówek Warszawa                      |
| OBROTOWI     |                     |              |              |              |                                        |                                        |
| 33           | Bartosz Monikowski  | Polska       | 22.9.1986    | 2007         | Warszawianka                           | Warszawianka                           |
| 22           | Cezary Król         | Polska       | 1.3.1986     | 2008         | Agrykola Warszawa                      | Agrykola Warszawa                      |

- Trener: Witold Rzepka
- II trener: Sławomir Monikowski
- Kierownik drużyny: Mirosława Monikowska
- Lekarz: Robert Omilian
- Masażysta: Adrian Winogrodzki
- Dyrektor klubu: Włodzimierz Leśniewski

## Byli trenerzy
- Wojciech Lasota: ?-?
- Jadwiga Zglinicka: ?-1982
- Mieczysław Kiegiel: 1982-1987
- Jacek Zglinicki: 1987-1990[5]
- Mieczysław Kiegiel: 1990-1996
- Zygmunt Piwowarski: 1996-2007